# Schwäbisch Hall Unicorns
| Ewige GFL-Bilanz | Ewige GFL-Bilanz | Ewige GFL-Bilanz | Ewige GFL-Bilanz | Ewige GFL-Bilanz | Ewige GFL-Bilanz | Ewige GFL-Bilanz | Ewige GFL-Bilanz | Ewige GFL-Bilanz | Ewige GFL-Bilanz | Ewige GFL-Bilanz | Ewige GFL-Bilanz |
| Jahr             | Gesamt           | Gesamt           | Gesamt           | Heim             | Heim             | Heim             | Ausw.            | Ausw.            | Ausw.            | TD-Verhältnis    |                  |
| Jahr             | S                | N                | U                | S                | N                | U                | S                | N                | U                | TD-Verhältnis    |                  |
| ---------------- | ---------------- | ---------------- | ---------------- | ---------------- | ---------------- | ---------------- | ---------------- | ---------------- | ---------------- | ---------------- | ---------------- |
| 1988             | 3                | 5                | 2                | 3                | 2                | 0                | 0                | 3                | 2                | 168 : 234        |                  |
| 1989             | 2                | 8                | 0                | 1                | 4                | 0                | 1                | 4                | 0                | 111 : 211        |                  |
| 1990             | 3                | 9                | 0                | 2                | 4                | 0                | 1                | 5                | 0                | 150 : 304        |                  |
| 2001             | 3                | 8                | 1                | 2                | 4                | 0                | 1                | 4                | 1                | 266 : 430        |                  |
| 2002             | 4                | 7                | 1                | 2                | 4                | 0                | 2                | 3                | 1                | 320 : 310        |                  |
| 2003             | 7                | 5                | 0                | 2                | 4                | 0                | 5                | 1                | 0                | 359 : 297        |                  |
| 2004             | 6                | 4                | 0                | 4                | 1                | 0                | 2                | 3                | 0                | 325 : 238        |                  |
| 2005             | 6                | 3                | 1                | 3                | 2                | 0                | 3                | 1                | 1                | 292 : 256        |                  |
| 2006             | 7                | 4                | 1                | 4                | 2                | 0                | 3                | 2                | 1                | 383 : 271        |                  |
| 2007             | 8                | 3                | 1                | 4                | 2                | 0                | 4                | 1                | 1                | 398 : 218        |                  |
| 2008             | 4                | 8                | 0                | 3                | 3                | 0                | 1                | 5                | 0                | 207 : 331        |                  |
| 2009             | 8                | 1                | 1                | 5                | 0                | 0                | 3                | 1                | 1                | 326 : 205        |                  |
| 2010             | 9                | 3                | 0                | 5                | 1                | 0                | 4                | 2                | 0                | 444 : 198        |                  |
| 2011             | 13               | 0                | 0                | 7                | 0                | 0                | 6                | 0                | 0                | 617 : 256        |                  |
| 2012             | 12               | 2                | 0                | 7                | 0                | 0                | 5                | 2                | 0                | 654 : 302        |                  |
| 2013             | 11               | 2                | 1                | 6                | 0                | 1                | 5                | 2                | 0                | 549 : 223        |                  |
| 2014             | 12               | 2                | 0                | 6                | 1                | 0                | 6                | 1                | 0                | 653 : 357        |                  |
| 2015             | 13               | 1                | 0                | 7                | 0                | 0                | 6                | 1                | 0                | 685 : 234        |                  |
| 2016             | 14               | 0                | 0                | 7                | 0                | 0                | 7                | 0                | 0                | 694 : 282        |                  |
| 2017             | 14               | 0                | 0                | 7                | 0                | 0                | 7                | 0                | 0                | 561 : 250        |                  |
| 2018             | 14               | 0                | 0                | 7                | 0                | 0                | 7                | 0                | 0                | 558 : 163        |                  |
| 2019             | 14               | 0                | 0                | 7                | 0                | 0                | 7                | 0                | 0                | 680 : 176        |                  |
| 2021             | 10               | 0                | 0                | 5                | 0                | 0                | 5                | 0                | 0                | 512 : 90         |                  |
| 2022             | 11               | 0                | 0                | 6                | 0                | 0                | 5                | 0                | 0                | 437 : 148        |                  |
| Gesamt           | 208              | 75               | 9                | 112              | 34               | 1                | 96               | 41               | 8                | 10.249 : 6.073   |                  |

Die Schwäbisch Hall Unicorns sind die American-Football-Abteilung der TSG Schwäbisch Hall 1844, des größten Sportvereins der Stadt Schwäbisch Hall. Sie wurden 1983 gegründet.
Das Herrenteam spielte 1988 erstmals in der Ersten Bundesliga (heute German Football League). Seit ihrem Wiederaufstieg 2001 sind die Unicorns durchgehend in der GFL, eine Zeitspanne, die nur vom Rekordmeister Braunschweig Lions (seit 1994, ab 2011 New Yorker Lions) übertroffen wird.
Die Unicorns haben fünfmal die Deutsche Meisterschaft errungen, durch Siege im German Bowl 2011, 2012, 2017, 2018 und 2022. Außerdem haben sie seit 2011 immer ihre Division (Süd) gewonnen.  Dies sind zum heutige Stand 13 Divisionstitel in Folge, was zuvor keinem anderen Team in der GFL gelang.  Die U19 holte 2016 im Junior Bowl ihren bisher einzigen deutschen Meistertitel.

## Geschichte (Herren)

### Gründung und erstmals erstklassig
Im Frühsommer 1983 sah der damalige Zwölftklässler und spätere Cheftrainer Siegfried Gehrke eine Regionalfernsehsendung über die Ansbach Grizzlies, die dank einer amerikanischen Garnison zu den Pionieren des American Football in Deutschland zählen und von 1979 bis 1986 jeweils im Endspiel German Bowl standen. Zudem luden die 1982 gegründeten Stuttgart Scorpions zu einem Probetraining ein, woran acht Haller Schüler teilnahmen. Im Herbst gründeten 71 Mitglieder eine Football-Abteilung der TSG Schwäbisch Hall 1844, die mit Hilfe einiger amerikanischer Soldaten im März 1984 das erste Freundschaftsspiel bei den Rothenburg Knights absolvierten.
Die Unicorns kamen eher zufällig zu ihrem Namen (in Schwäbisch Hall gibt es den Berg Einkorn) und zu einem Satz grüner Trikots. 1984 nahmen sie in der damals niedrigsten Liga, der 2. Bundesliga, den Spielbetrieb auf. Es setzte empfindliche Niederlagen, etwa gegen die Stuttgart Stallions. Im elften Spiel gelang der erste Sieg, gegen die Dieburg Pioneers. In der Saison 1986 ermöglichte ein Sieg gegen die Rüsselsheim Crusaders den ersten Zweitliga-Meistertitel. In den Relegationsspielen um den Aufstieg in die 1. Bundesliga behielten jedoch die Scorpions die Oberhand.
Ende 1987 stiegen die Unicorns zum ersten Mal in die erste Bundesliga (heute GFL) auf, mussten diese aber nach drei Jahren, Ende 1990, wieder Richtung 2. Bundesliga-Mitte (heute German Football League 2) verlassen.

### 1991 bis 2000 niederklassig
Nach dem Abstieg in die Zweitklassigkeit zog sich die Gründungsgeneration teilweise zurück, und weltpolitisch bedingt wurden auch die Amerikaner aus Camp Dolan abgezogen, so etwa Ted Hoeckel, der bislang Abteilungsleiter war. Die früh begonnene Jugendarbeit zahlte sich aus, es kamen junge Spieler nach. Gründer Siegfried Gehrke wurde mit 26 Jahren Cheftrainer, während sein Bruder Jürgen Gehrke, der erst 1988 zum Football kam, die Abteilungsleitung übernahm. Seit einem Vierteljahrhundert führen nun die Brüder die Unicorns.
Nach zwei Jahren Klassenerhalt in der vierteiligen 2. Bundesliga wurde es dort aufgrund einer Ligareform zu eng. In der Zweitliga-Saison 1993 wurde Hall von 8 Teams nur 5., hinter den Lokalrivalen Scorpions (2.) und sogar hinter den noch näher auf halbem Wege nach Stuttgart beheimateten Backnang Wolverines (4.). Diese konnten Hall zweimal schlagen und schafften noch den Klassenerhalt, während die Unicorns in die Regionalliga versetzt wurden.
In der Regionalliga-Mitte reichte 1994 aufgrund der Ligareformen ein dritter Platz nicht zum Klassenerhalt. Es folgte ein erneuter Abstieg bis in die Oberliga Baden-Württemberg, wo die Mannschaft im Jahr 1995 im Auftakt bei den Karlsruhe Cavaliers knapp verlor, dann aber alle Spiele gewann. Dies nahm man als Anlass, aus der durch die Ligareformen erhöhten Leistungsdichte die nötigen Schlüsse zu ziehen, und ein Konzept Unicorns 2000 wurde ausgearbeitet. Erstmals wurden in den USA geeignete Spieler gesucht, während weiter auf gute Jugendarbeit gesetzt wurde.
Ein Regionalliga-Durchmarsch 1996 mit sechs Siegen führte die Haller bereits 1997 wieder in die Zweite Bundesliga (GFL2), wo sie 1984 als Neulinge angefangen hatten. Nachdem man sich im Mittelfeld etabliert hatte, ging es sportlich wieder bergauf, so dass 1999 die Meisterschaft als Ziel ausgegeben wurde, es aber nur zum vierten Platz reichte. Die Saison 2000 ging man entspannter an und wurde hinter den Saarland Hurricanes Zweiter der nun GFL2 Süd genannten Liga. Daraus resultierte im Dezember unverhofft für die Unicorns der erneute Aufstieg in die erstklassige GFL aufgrund eines Lizenzentzuges der Aschaffenburg Stallions.

### GFL seit 2001
Gleich in der ersten GFL-Saison 2001 konnten die Play-offs erreicht werden. Seither haben sich die Unicorns in der GFL etabliert und erreichten außer 2008 in jedem Jahr die Play-offs. Die traditionell stärkeren Nordmannschaften, gegen die man in der regulären Saison bis 2012 je zweimal spielen musste, seither aber nicht mehr, erwiesen sich für Südteams aber meist als unüberwindbares Hindernis auf dem Weg zum Endspiel.
In der Saison 2005 konnten die Haller sogar bis ins Halbfinale vorstoßen, wo sie sich dann aber dem späteren German-Bowl-Sieger Braunschweig Lions geschlagen geben mussten. Und auch im EFAF Cup schaffen es die Einhörner bis ins Halbfinale, wo die späteren Cupgewinner Marburg Mercenaries mit 48:36 die Oberhand behielten. In den Spielzeiten 2006 und 2007 erreichten die Haller jeweils den dritten Platz in der Süd-Tabelle und damit das Play-off-Viertelfinale als Gastmannschaft. In der Saison 2008 wurden mit dem 5. Platz die Play-offs knapp verpasst.

### 2009 Südmeister
In der Saison 2009 wurden die Unicorns mit nur einer Niederlage erstmals Meister der GFL Süd und gewannen das Viertelfinale gegen die Assindia Cardinals 46:25. Nach einer Führung über fast das ganze Halbfinale gegen die Kiel Baltic Hurricanes verloren die Unicorns in den letzten 3 Sekunden vor Ende noch mit 21:22.

### 2010
In der Saison 2010 wurden die Unicorns Zweiter der GFL Süd. Dusty Thornhill, mit 8,5 Punkten pro Spiel der effektivste Scorer in der Bundesliga, wurde zum GFL-Spieler des Jahres 2010 gewählt. Die Unicorns scheiterten im Viertelfinale gegen die Dresden Monarchs 45:56.

### 2011 Erster Sieg im German Bowl
In der Saison 2011 gewannen die Unicorns alle 13 Spiele (das in Marburg fiel aus) und wurden somit erneut Meister der GFL Süd. Im Viertelfinale wurden die Berlin Adler zum dritten Male in diesem Jahr mit 53:27 besiegt. In diesen 14 Spielen zeigte Quarterback Aaron Boehme eine nahezu fehlerfreie Leistung, denn nur einer seiner 387 Passwürfe wurde vom Gegner abgefangen, 276 fanden ihr Ziel, 54 davon als Touchdown. Im Halbfinale am 24. September waren die Mönchengladbach Mavericks zu Gast, nachdem diese als Aufsteiger in die GFL Nord dank eingekaufter Spieler gleich Zweite wurden und im Viertelfinale die Stuttgart Scorpions ausgeschaltet hatten. Die Unicorns erzielten im ersten Viertel den ersten Touchdown durch einen Lauf von Thornhill, aber der Extrapunktversuch wurde geblockt. Im zweiten Viertel gingen die Mavericks nach einem Fumble von Boehme, das bis in die Haller Endzone zurückgetragen wurde, mit 7:6 in Führung, aber dann erzielten die Unicorns drei Touchdowns, mit einem Fang durch Nationalspieler Johannes Brenner, nach einem geblockten Mavericks-Punt sowie mit einem Lauf von Boehme zum Halbzeitstand 28:7. Zu Beginn des dritten Viertels verkürzte Mavericks-Quarterback J. McCardle mit einem Lauf, aber Thornhill stellte den alten Abstand wieder her. Zum letzten Seitenwechsel konnten die Haller den Gegner mehrmals an ihrer Endzone stoppen und dort den Ballbesitz erlangen, worauf ein 98-Yards-Touchdown-Pass von Boehme auf Justice Joslin die Vorentscheidung brachte. Eine Fumble Recovery durch die Unicorns sowie ein Touchdown-Pass durch Mönchengladbach führte zum Endergebnis von 47:21.
Somit hatten sich die Unicorns erstmals für das Endspiel (German Bowl) qualifiziert, für den German Bowl XXXIII am 8. Oktober 2011 in der Magdeburger MDCC-Arena. Seit 1993 konnte keine Südmannschaft den Titel gewinnen, fast immer machten finanzstarke Nordvereine das Finale unter sich aus. Gegner war diesmal der Nordmeister und Titelverteidiger Kiel Baltic Hurricanes, der bereits zum vierten Mal in Folge im German Bowl stand. Das von den Angriffsreihen dominierte Spiel endete 48:44 für die Schwäbisch Hall Unicorns, die in der letzten Spielsekunde in ihrer Endzone einen Pass abwehren konnten.

### 2012 Titelverteidigung
In der Saison 2012 wurden die Unicorns zum dritten Mal Meister der GFL Süd, besiegten die Düsseldorf Panther im Viertelfinale der Play-offs mit 41:25, danach im Halbfinale der Play-offs die Berlin Adler mit 38:21 und standen somit zum zweiten Mal in der Vereinsgeschichte im Finale um den German Bowl XXXIV, welchen sie am 13. Oktober 2012 erfolgreich gegen die Kiel Baltic Hurricanes mit einem knappen 56:53-Sieg verteidigen konnten.

### 2013 Aus im Viertelfinale
Nach der erneuten Südmeisterschaft 2013 verloren die Unicorns zuhause im Viertelfinale gegen die Berlin Adler mit 13:42.

### 2014 Vizemeister
In der Saison 2014 wurde wiederum die Südmeisterschaft errungen, und zudem in den Play-offs die Kiel Baltic Hurricanes sowie die Dresden Monarchs geschlagen.
Inzwischen hatten die Braunschweiger New Yorker Lions, die als Braunschweig Lions von 1997 bis 2008 im Finale standen und sieben German Bowls gewannen, sich allerdings, nicht zuletzt dank Sponsor-Unterstützung, auch sportlich im Norden wieder gegen Berlin und Kiel durchgesetzt. Den German Bowl XXXV verloren die Unicorns mit 9:47 vor 12.531 Zuschauern deutlich.

### 2015 Vizemeister
2015 gelang es erneut, die Südmeisterschaft zu holen.
In der Big6 European Football League waren die Unicorns nach Siegen gegen die Berlin Adler und bei den AFC Vienna Vikings für den Eurobowl XXIX qualifiziert, der in Braunschweig bei den New Yorker Lions mit 14:24 verloren wurde.
im Herbst wurde auch wieder der Einzug in den German Bowl XXXVII erreicht, durch Heimsiege gegen die Hamburg Huskies und erneut Dresden.
Damit standen die Schwäbisch Hall Unicorns zwischen 2011 und 2015 zum vierten Mal im Finale der GFL. Doch auch dieses Mal musste man sich den New Yorker Lions geschlagen geben, inklusive Eurobowl nun zum dritten Mal in Folge.
Dieses Mal gelang es Schwäbisch Hall zumindest, das Spiel länger offen zu halten. 31:41 lautete das Endergebnis vor 12.051 Zuschauern. Einer der Gründe könnten die verschenkten Extrapunkte nach den Touchdowns gewesen sein. Nachdem der Kick zum Extrapunkt nach dem ersten Touchdown sein Ziel verfehlt hatte, versuchte man zum Ausgleich zweimal die Two-Point Conversion, welche man jeweils vergab.

### 2016 Vizemeister
Die Seniorenmannschaft der Unicorns, die seit 1984 ihre Heimspiele im Hagenbachstadion ausgetragen hatte, wechselte 2016 in den neuen Optima Sportpark. Gewissermaßen eine Saisonvorbereitung war die erneute Teilnahme in der Big6 European Football League 2016, wobei die Unicorns zuhause die Berlin Adler zwar deutlich besiegten, aber dann in Innsbruck den Swarco Raiders Tirol ebenso deutlich unterlagen, die wiederum im Euro-Finale sich den Lions geschlagen geben mussten.
Die GFL-Saison 2016 begann am 16. April anders als in vielen der Vorjahren mit einem Sieg über Aufsteiger Frankfurt Universe. Für den Gegner war dies die erste Pflichtspielniederlage seit über einem Jahr, hatten sie doch den Aufstieg mit einer Perfect Season geschafft. Einen ungewöhnlichen Abgang gab es im Vorfeld der Saison, als Wide Receiver Moritz Böhringer, im Vorjahr noch „Rookie of the Year“ (Neuling des Jahres), im NFL Draft 2016 an 180. Stelle von den Minnesota Vikings ausgewählt wurde. Kurz darauf wurde auch bekannt, dass Wide Receiver Patrick Donahue, der gegen Frankfurt noch für die Unicorns gespielt hatte, von den Green Bay Packers zum Rookie-Minicamp eingeladen wurde. Böhringer gelang zwar nicht der Sprung in den Kader, wurde jedoch ins Practice Squad aufgenommen, während Donahue nach dem Minicamp wieder für die Unicorns spielte. Im letzten Spiel auswärts bei Frankfurt Universe ging es dann zum einen um die perfekte reguläre Saison, zum anderen hätte Frankfurt mit einem hinreichend hohen Sieg noch Südmeister werden können. Letztlich setzten sich die Unicorns mit 35:28 durch und konnten so den Südmeistertitel verteidigen. Für Frankfurt war es eine von nur zwei Saisonniederlagen, beide gegen Hall.
Der German Bowl XXXVIII begann ohne Punkte im ersten Viertel. Im zweiten Abschnitt legten die Lions jeweils einen Touchdown vor, den die Haller ausglichen. Bei Halbzeit stand es somit 14:14, womit laut Haller Coach Siegfried Gehrke die Unicorns erstmals zu einer Finalpause gegen die Lions nicht im Rückstand lagen. Im dritten Viertel erzielten die Lions 10 Punkte, es gelangen der Haller Offense aber nur noch zwei Field Goals im letzten Viertel, bevor die Lions per Touchdown den Endstand von 31:20 erzielten. Somit wurde im German Bowl zum dritten Mal in Folge gegen die Lions verloren.

### 2017 Deutscher Meister
Nach einer Perfect Season besiegten die Schwäbisch Hall Unicorns am 7. Oktober 2017 in einem komplett verregneten German Bowl XXXIX die New Yorker Lions mit 14:13 und errangen somit nach 2011 und 2012 ihre dritte deutsche Meisterschaft. Das Spiel war über lange Strecken ausgeglichen und wurde durch die Defense-Abteilungen beider Mannschaften bestimmt. So kam es erst sechs Sekunden vor Schluss zu der spielentscheidenden Szene, als Devin Benton (Unicorns) ein 35-Yards-Fieldgoal von Tobias Goebel (Lions) blockte und somit die hauchdünne Führung der Unicorns von einem Punkt rettete. Dem neuen Trainer der Einhörner, Jordan Neuman, gelang somit der erste Bowl-Sieg gegen Braunschweig und die Siegesserie, die am ersten Spieltag gegen Frankfurt begann, wurde diesmal nicht in den Playoffs beendet. Sie hielt bis German Bowl XLI 50 Ligaspiele lang an.

### 2018 Deutscher Meister
Nach einer weiteren Perfect Season wurde mit souveränen Heimsiegen im Viertelfinale gegen die Cologne Crocodiles, sowie im Halbfinale wieder einmal gegen die Dresden Monarchs, erneut der German Bowl erreicht. Zum ersten Mal seit German Bowl III standen sich hierbei zwei Teams der Südstaffel gegenüber und wie damals war eines der beteiligten Teams in Frankfurt am Main beheimatet – anders als 1981 allerdings nicht die längst aufgelösten Frankfurter Löwen, sondern die erst 2008 in den Spielbetrieb eingestiegenen Frankfurt Universe. Wie 37 Jahre zuvor die Ansbach Grizzlies konnten sich auch 2018 die Gegner der Frankfurter Mannschaft durchsetzen. Vor 15.213 Zuschauern besiegten die Schwäbisch Hall Unicorns am 13. Oktober 2018 im German Bowl XL die Samsung Frankfurt Universe mit 21:19 und errangen somit nach 2011, 2012 und 2017 ihre vierte deutsche Meisterschaft bei der siebten Endspielteilnahme. Das Spiel war nach anfänglicher Führung Frankfurts durch die Defense-Abteilungen beider Mannschaften bestimmt. Nach Frankfurts letztem Touchdown misslang deren Versuch mittels Two-Point Conversion auszugleichen. Und so kam es wie schon im Vorjahr erst sechs Sekunden vor Schluss zu der spielentscheidenden Szene, als M. Duis ein 33-Yards-Fieldgoal nicht verwandeln konnte und das Spiel mit zwei Punkten Vorsprung für die Haller endete. Insgesamt vergab der Frankfurter Kicker M. Duis drei Field Goal-Versuche, allesamt in der zweiten Halbzeit. MVP des Finalspiels wurde Nikolas Knoblauch, welcher als Abwehrspieler den spielentscheidenden Touchdown zum 21:13-Zwischenstand tragen konnte. Die Unicorns waren somit nach zwei Spielzeiten ohne Niederlage 34 Mal in Folge ungeschlagen.
Mit ihrem Sieg gegen die Stuttgart Scorpions am 15. Juni 2019 brachen die Unicorns den deutschen Rekord an Siegen in Folge unter allen Sportvereinen. Diese Serie hielt bis zu einer 7:10-Niederlage gegen die New Yorker Lions im German Bowl XLI im Oktober 2019 und endete mit dem Rekord von 50 Siegen in Folge.

### 2019 Vizemeister
Nach einer erneuten Bilanz von 14 Siegen und keiner Niederlage konnte nach Siegen gegen die Berlin Rebels und Dresden Monarchs im heimischen Optima Sportpark zum achten Mal in den 2010er-Jahren den German Bowl erreichen. Anders als 2017 konnte man 2019 im Finale gegen die New Yorker Lions aus Braunschweig nicht gewinnen. In einem defenselastigen Spiel, bei dem es zur Halbzeit noch 0:0 stand, gelang es Schwäbisch Hall erst im letzten Viertel, die ersten Punkte zu erzielen. Zwar ließ man nur 10 Punkte zu, aber letztlich war ein eigener Touchdown zu wenig und so ging das Spiel im Frankfurter Waldstadion vor 20.382 Zuschauern knapp mit 10:7 verloren. Dies war zugleich die erste Niederlage von Head Coach Jordan Neuman in dieser Position, welcher dieses Amt bereits 2016 angetreten hatte.

### 2020 Covid
Die geplante German Football League 2020 musste aufgrund der Covid-19-Pandemie letztlich abgesagt werden. Immerhin gelang es den Einhörnern, die Krise finanziell und sportlich zu überstehen.

### 2021 Vizemeister und erster europäischer Titel
Zur Saison 2021 kehrte Moritz Böhringer aus der NFL zu den Unicorns zurück. Nachdem die GFL-Saison zwischenzeitlich aufgrund der Pandemielage erneut infrage gestellt worden war, gab es letztendlich eine verkürzte Saison mit nur zehn statt der üblichen 14 Spiele in der Hauptrunde. Die Gründung der European League of Football hatte auf die Unicorns nahezu keinen Einfluss, schwächte jedoch einige Gegner durch die Abwanderung zahlreicher Spieler, Trainer und Funktionäre. Das dadurch entstandene Leistungsgefälle führte dazu, dass die Unicorns alle zehn Spiele im Süden klar für sich entschieden und dabei teilweise schon früh im Spiel auf Topspieler verzichten konnten. Die Haller waren 2021 auch wieder in einem europäischen Wettbewerb vertreten und konnten bei der erstmaligen Teilnahme eines deutschen Vertreters in der Central European Football League im Endspiel die Tirol Raiders in Innsbruck dank einer starken zweiten Hälfte mit 22:16 besiegen. Dies war der erste Titel der Haller auf internationaler Ebene. Im Viertelfinale der GFL warteten dann die Braunschweiger New Yorker Lions, die im Norden mit 5 Siegen und 5 Niederlagen nur auf Rang 4 gekommen waren. Die Unicorns konnten schon im ersten Spielzug einen Quarterback Sack und einen Touchdown per Interception durch Cody Pastorino zwei Spielzüge später erzielen. Insgesamt konnte die Unicorns Defense fünf Mal Turnover verursachen und so am Ende mit 38:13 gewinnen. Im Halbfinale mussten dann die Potsdam Royals nach Schwäbisch Hall reisen und bei einem Defense-geprägten Spiel gelang zwar Schwäbisch Hall ein 28:18-Sieg, jedoch verletzten sich John Santiago sowie Alexander Haupert am Knie. Während Haupert letztlich angeschlagen im German Bowl XLII auflaufen konnte, bedeutete ein Kreuzbandriss für Santiago das Saisonende. Im Endspiel waren diesmal die Dresden Monarchs der Gegner, welche man in den Jahren 2014, 2015, 2016, 2018 und 2019 auf dem Weg zur German Bowl-Teilnahme im Halbfinale besiegt hatte. Diesmal jedoch sollten die Dresdner – erstmals seit 2010 – gegen Hall das bessere Ende für sich haben. Nach einem Touchdown der Dresdner im ersten Viertel gelang Hall zunächst aufgrund eines vergebenen Point after Touchdown nur die Verkürzung des Rückstandes zum 6:7, bevor Dresden sich durch zwei Turnover kurz vor bzw. in der Endzone selbst in Bedrängnis brachte. Allerdings stürzte Haupert in dieser Phase des Spieles bei einem Sack ungünstig und brach sich dabei das Schlüsselbein, so dass Reilly Hennessey für ihn einspringen musste. Der Italoamerikaner brachte sein Team noch vor der Pause mit 12:7 in Führung. Nach der Halbzeit missglückte Dresden ein versuchter Onside Kick, so dass Hall den Ball in guter Feldposition übernehmen konnte und so wenig später den dritten Touchdown zum 19:7 erzielen konnten. Danach ließ Hall nach und Dresden drehte auf, sodass es am Ende 28:19 hieß. Die letzte Chance der Unicorns mit einem Field Goal kurz vor Schluss noch einmal in Schlagdistanz zu kommen scheiterte auch, sodass die Unicorns in ihrem neunten German Bowl die fünfte Niederlage verbuchen mussten.

### 2022 Deutscher Meister
Zum sechsten Mal in Folge konnten die Unicorns alle Spiele der regulären Saison gewinnen und als ungeschlagener Erster in die Play-offs einziehen. Im Viertelfinale besiegten sie zunächst mit 35:21 die Berlin Adler, daraufhin im Halbfinale 33:8 die Allgäu Comets und standen gegen die Potsdam Royals im German Bowl. Vor etwa 10.000 Zuschauenden konnte Schwäbisch Hall hier mit einem Ergebnis von 44:27 seinen fünften Meisterschaftstitel gewinnen.
Nach der Saison wechselten sowohl Head Coach Jordan Neuman als auch Offensive Coordinator Johannes Brenner in die European League of Football zu Stuttgart Surge. Als Nachfolger wurden nach nur zehn Tagen Christian Rothe, vorher Offensive-Line-Coach, und Felix Brenner, vorher Runningback-Coach, vorgestellt.

### 2023
Trotz der zahlreichen Abgänge konnten die Unicorns die Südgruppe zum zwölften Mal in Folge gewinnen und ihre Rekordserie damit weiter ausbauen. Der Sieg war dabei äußerst knapp, da sie am Ende nur über den direkten Vergleich vor den Allgäu Comets und den Saarland Hurricanes lagen. In den anschließenden Play-offs konnten sie sich zum neunten Mal in Folge für das Endspiel qualifizieren. Nur den Lions aus Braunschweig (1997–2008) ist dies öfters gelungen. Im Finale unterlagen sie den Potsdam Royals, denen damit die Revanche gelang.

## Titel

### National
- German Bowl (5): 2011, 2012, 2017, 2018, 2022
- GFL Süd (14): 2009, 2011–2024

### International
- Central European Football League: 2021, 2022

## Jugendbereich und Cheerleader
Die Schwäbisch Hall Unicorns sind mit einer U19-, einer U17-, einer U16-, einer U15- und einer U13-Tackle-Football-Mannschaft auch für die Zukunft bestens gewappnet. Im Jahr 2014 konnte die U19 zum wiederholten Mal die süddeutsche Meisterschaft für sich entscheiden und bis ins Halbfinale der deutschen Meisterschaft einziehen. Im Jahr 2016 konnte sich die U19 dann im eigenen Stadion den Sieg der deutschen Meisterschaft im Junior Bowl sichern.
Ein Cheerleader-Squad mit dem Namen Unixx wurde im Jahr 2003 gegründet. Seit 2001 sorgt bei den Spielen das Einhorn-Maskottchen Corny für Unterhaltung.

## Frauenfootballteam
Im November 2022 gab der Vorstand der TSG Schwäbisch Hall bekannt, dass er das Angebot des Vereins um eine Sparte für Frauenfootball erweitern werde. Das neu gegründete Team spielte ab der Saison 2023 in der 2. Damenbundesliga und wurde vom italienischen Nationalspieler Mike Gentili trainiert. Ihre Debütsaison war von mehreren Spielabsagen seitens der Gegnerinnen geprägt, sodass sie lediglich drei Spiele in der regulären Saison tatsächlich zu bestreiten hatten. Dies bedeutete letztendlich das Erreichen einer perfekten Saison, des Gruppensiegs und damit die Qualifikation für die Play-offs. Im dortigen Halbfinale waren die Gegnerinnen die Allgäu Comets Ladies, die mit 35:6 besiegt werden konnten. Im Finale sollten ihnen eigentlich die Cologne Falconets gegenüberstehen, diese verzichteten allerdings auf die Finalteilnahme, womit die Unicorns Women kampflos den Meistertitel der DBL2 gewinnen konnten.
Für die Saison 2024 entschieden sich die Unicorns Women für den Aufstieg in die 1. Bundesliga. Trotz höherer Spielklasse konnten sie an ihre Vorjahresleistung anknüpfen und beendeten die reguläre Saison ohne Niederlage auf dem ersten Tabellenplatz. Damit qualifizierten sie sich für den Ladiesbowl gegen die Stuttgart Scorpions Sisters.
| Saison | Liga   | Pl.    | Sp | S  | U | N | SQ    | P+  | P−  | Diff. | Play-offs                                                                       |
| ------ | ------ | ------ | -- | -- | - | - | ----- | --- | --- | ----- | ------------------------------------------------------------------------------- |
| 2023   | DBL2   | 1.     | 5  | 5  | 0 | 0 | 1,000 | 135 | 14  | +121  | HF Sieg: vs. Allgäu Comets Ladies (35:6) F Sieg: vs. Cologne Falconets (20:0) * |
| 2024   | DBL    | 1.     | 6  | 6  | 0 | 0 | 1,000 | 165 | 38  | +127  | F Sieg: vs. Stuttgart Scorpions Sister (14:7)                                   |
| 2025   | GFLW   | 3.     | 4  | 0  | 0 | 4 | 0,000 | 20  | 216 | −196  | –                                                                               |
| Gesamt | Gesamt | Gesamt | 15 | 11 | 0 | 4 | 0,733 | 320 | 268 | +52   | Halbfinale (HF): 1–0 Finale (F): 2–0                                            |